# Chen Ying
Chen Ying (n. 4 noiembrie 1977, Beijing, Republica Populară Chineză) este o trăgătoare de tir ce a reprezentat Republica Populară Chineză, medaliată olimpică. A participat la 4 ediții ale Jocurilor Olimpice (2004, 2008, 2012, 2016) în care a câștigat o medalie de aur și o medalie de argint.